# Sean O’Donnell
Sean O’Donnell (* 13. Oktober 1971 in Ottawa, Ontario) ist ein ehemaliger kanadischer Eishockeyspieler, der im Verlauf seiner aktiven Karriere zwischen 1988 und 2012 unter anderem 1330 Spiele für die  Los Angeles Kings, Minnesota Wild, New Jersey Devils, Boston Bruins, Phoenix Coyotes, Mighty Ducks of Anaheim bzw. Anaheim Ducks, Philadelphia Flyers und Chicago Blackhawks in der National Hockey League auf der Position des Verteidigers bestritten hat. Seinen größten Karriereerfolg feierte O’Donnell in Diensten der Anaheim Ducks mit dem Gewinn des Stanley Cups im Jahr 2007.

## Karriere
Der 1,91 m große Verteidiger begann seine Karriere bei den Sudbury Wolves in der kanadischen Juniorenliga OHL, bevor er beim NHL Entry Draft 1991 als 123. in der sechsten Runde von den Buffalo Sabres ausgewählt (gedraftet) wurde.  
Jedoch wurde der Linksschütze von den Sabres niemals in der NHL eingesetzt, stand lediglich beim Buffalo-Farmteam Rochester Americans in der American Hockey League auf dem Eis und wurde schließlich am 26. Juni 1994 im Tausch gegen Doug Houda zu den Los Angeles Kings transferiert. Schon nach nur einer Saison schaffte O’Donnell den Sprung von den Phoenix Roadrunners aus der International Hockey League in den NHL-Stammkader der Kings, für die er bis zum Ende der Saison 1999/00 381 Spiele absolvierte.
Im NHL Expansion Draft 2000 wurde er schließlich als einer der erfahrensten Spieler von den neu gegründeten Minnesota Wild ausgewählt, wo der Kanadier der erste Kapitän in der Geschichte des Franchises wurde. Allerdings spielte O’Donnell noch keine ganze Saison lang für Minnesota, den Rest der Spielzeit verbrachte er bei den New Jersey Devils.
Zu Beginn der Saison 2001/02 wurde der Defensivspieler schließlich als Free Agent von den Boston Bruins verpflichtet, für die er drei Jahre spielte. Über die Phoenix Coyotes gelangte Sean O’Donnell schließlich 2006 zu den Mighty Ducks of Anaheim, für die er auch unter dem neuen Teamnamen Anaheim Ducks auf dem Eis stand und mit denen er zudem den Stanley Cup gewinnen konnte. O’Donnell blieb dem Team schließlich bis zum Oktober 2008 treu, ehe er für einen Draft-Pick zurück zu den Los Angeles Kings wechselte, wo er 1994 seine NHL-Karriere begonnen hatte. Am 1. Juli 2010 unterzeichnete er einen auf ein Jahr befristeten Vertrag bei den Philadelphia Flyers.
Am 1. Juli 2011 erhielt er als Free Agent einen Kontrakt bei den Chicago Blackhawks. Im Januar 2013 gab der Verteidiger sein offizielles Karriereende bekannt.

## Erfolge und Auszeichnungen
- 2007 Stanley-Cup-Gewinn mit den Anaheim Ducks

## Karrierestatistik

### International
Vertrat Kanada bei:
- Weltmeisterschaft 1999

(Legende zur Spielerstatistik: Sp oder GP = absolvierte Spiele; T oder G = erzielte Tore; V oder A = erzielte Assists; Pkt oder Pts = erzielte Scorerpunkte; SM oder PIM = erhaltene Strafminuten; +/− = Plus/Minus-Bilanz; PP = erzielte Überzahltore; SH = erzielte Unterzahltore; GW = erzielte Siegtore; 1 Play-downs/Relegation; Kursiv: Statistik nicht vollständig)